# فرودگاه بریو – لا روچ
فرودگاه بریو – لا روچ (به انگلیسی: Brive – La Roche Airport) یک فرودگاه همگانی است که یک باند فرود آسفالت دارد و طول باند آن ۱۴۰۰ متر است. این فرودگاه در شهر بریو لگیرد کشور فرانسه قرار دارد و در ارتفاع ۱۱۶ متری از سطح دریا واقع شده‌است.